# Centre Nacional de la Recerca Científica
El Centre Nacional de la Recerca Científica (francès: Centre national de la recherche scientifique), més conegut per les sigles CNRS, és el principal organisme públic de recerca científica de França.
Va ser fundat el 19 d'octubre de 1939, fusionant la Caisse nationale de la recherche scientifique i l'Office national des recherches scientifiques et des inventions. Es reorganitzà després de la Segona Guerra Mundial i s'orienta decididament vers la recerca fonamental.
Realitza estudis en totes les àrees científiques, dividides en vuit departaments:
- Física nuclear
- Ciències matemàtiques
- Ciències i tecnologies de la informació i de la comunicació
- Ciències per enginyers
- Ciències químiques
- Ciències de l'univers
- Ciències de la vida
- Ciència i societat

L'any 1982, a naturalesa de la contractació al CNRS ha canviat notablement, passant els seus investigadors, de ser contractats a ser funcionaris equiparables a professors universitaris.
Premi Nobel
Molts dels premis Nobels francesos han treballat al CNRS, normalment a l'inici de les seves carreres, i posteriorment a unitats mixtes de recerca del mateix institut.
- Premi Nobel de Física
  - 1966: Alfred Kastler (director de recerques del 1968 al 1972)
  - 1992: Georges Charpak (recercador al CNRS del 1948 al 1959)
  - 1997: Claude Cohen-Tannoudji (adjunt de recerca del 1960 al 1962)
- Premi Nobel de Química
  - 1987: Jean-Marie Lehn (recercador al CNRS del 1960 al 1966)

## Presidents
- René Pellat : 1989 - 4 de novembre de 1992
- Edouard Brezin : 4 de novembre de 1992 - 31 d'octubre de 2000
- Gérard Mégie : 1 de novembre de 2000 - 5 de juny de 2004
- Bernard Meunier : 21 d'octubre de 2004 - 5 de gener de 2006
- Catherine Bréchignac : 11 de gener de 2006

## Directors Generals
- Frédéric Joliot-Curie: 20 d'agost de 1944 - 3 de febrer de 1946
- Georges Tessier: 4 de febrer de 1946 - 27 de gener de 1950
- Jean Coulomb: 1957-1962
- Hubert Curien: 1969-1973
- Robert Chabbal: 1976-1980
- François Kourilsky: 1988 - 18 de juliol de 1994
- Guy Aubert: 19 de juliol de 1994 - 19 de juliol de 1997
- Catherine Bréchignac: 19 de juliol de 1997 - 2000
- Geneviève Berger: 2000 - 1 d'agost de 2003
- Bernard Larrouturou: 1 d'agost de 2003 - gener de 2006
- Arnold Migus: 18 de gener de 2006

## Presidents-Directors Generals
- Alain Fuchs: 2010–2017
- Anne Peyroche: 24 d'octubre del 2017 – 24 de gener del 2018 (en funcions)
- Alain Petit: 2018–